# Hernandiaceae
Famille
Les Hernandiaceae (ou Hernandiacées) sont une famille de plantes à fleurs de l'ordre des Laurales. Ce sont des plantes de divergence ancienne.

## Étymologie
Le nom vient du genre Hernandia lequel a été donné  en hommage au botaniste et médecin espagnol Francisco Hernández de Toledo (1514-1587) qui prit part à la première expédition scientifique en Amérique
.

## Classification
La classification phylogénétique APG II (2003) l'a rapproché des  Gyrocarpacées et considère qu'elle est maintenant formée de 2 sous-familles :
- Gyrocarpoidées avec 10 espèces en 2 genres principalement originaires du continent américain.
- Hernandioidées avec 44 espèces en 3 genres originaires principalement de Malaisie et de Madagascar.

## Description
Ce sont des arbres, des arbustes ou des lianes, producteurs d'huiles essentielles, à feuilles persistantes des régions tropicales.
Le genre Illigera (en) se compose de plantes grimpantes à feuilles composées et pétiole sensitif.

## Liste des genres
Selon Catalogue of Life (3 août 2014) :
- Gyrocarpus
- Hazomalania (es)
- Hernandia
- Illigera (en)
- Sparattanthelium (es)

Selon DELTA Angio (3 août 2014) :
- Hazomalania
- Hernandia
- Illigera

Selon GRIN (3 août 2014) :
- Gyrocarpus Jacq.
- Hernandia L.
- Illigera Blume
- Sparattanthelium Mart.

Selon ITIS (3 août 2014) :
- Hernandia L.

Selon Tropicos (3 août 2014) (Attention liste brute contenant possiblement des synonymes) :
- Biasolettia C. Presl
- Coryzadenia Griff.
- Gyrocarpus Jacq.
- Hazomalania Capuron
- Henschelia C. Presl
- Hernandesa Cothen.
- Hernandezia Hoffmanns.
- Hernandia L.
- Hernandiopsis Meisn.
- Hernandria L.
- Illigera Blume
- Sparattanthelium Mart.
- Valvanthera C.T. White